# منصور برزغار
منصور برزغار (بالفارسية: منصور برزگر؛ وُلد في 28 فبراير 1947 في بوين زهرة) لاعب مصارع إيراني سابق في فئة وزن الويلتر الحر، فاز بالميدالية الفضية في فئة المصارعة الحرة 74 كجم في أولمبياد مونتريال عام 1976، شارك في دورة الألعاب الأولمبية الصيفية 1972 في ميونخ، ودورة الألعاب الأولمبية الصيفية 1976 في مدينة مونتريال، حصل على المركزين الخامس والثاني على التوالي. وفي منافسات العالمية فاز بميدالية ذهبية في بطولة العالم للمصارعة 1973 وميداليتين فضيتين في بطولة العالم للمصارعة 1975 وبطولة العالم للمصارعة 1977. تعرض لإصابة خطيرة في نهائي بطولة العالم عام 1975، عندما خسر أمام غريمه اللدود رسلان عاشور علييف، لكنه تعافى بحلول أولمبياد 1976 ليفوز بميدالية فضية أخرى. اعتزل المنافسات في بطولة العالم للمصارعة 1979، ثم امضى مسيرة طويلة كمدرب مصارعة وطني.
كانت بطولة العالم للمصارعة 1978 أول تجربة تدريبية له مع المنتخب الوطني، وقاد المنتخب الوطني الإيراني للمصارعة الحرة كمدرب رئيسي في أربع دورات أولمبية في المصارعة في دورة الألعاب الأولمبية الصيفية 1988، المصارعة في دورة الألعاب الأولمبية الصيفية 1988، المصارعة في دورة الألعاب الأولمبية الصيفية 1992، المصارعة في دورة الألعاب الأولمبية الصيفية 1996، المصارعة في دورة الألعاب الأولمبية الصيفية 1996 في أتلانتا، المصارعة في دورة الألعاب الأولمبية الصيفية 2000 في سيدني، المصارعة في دورة الألعاب الأولمبية الصيفية 2004 في أثينا. كما شغل منصب عضو مجلس الإدارة ومدير لجنة اختيار المواهب في الاتحاد الإيراني للمصارعة، بالإضافة إلى منصب مدير المنتخبات الوطنية للمصارعة.

## نشأته
وُلد منصور في المرتبة الخامسة بين أبناء عائلة رياضية كبيرة، وكان له أخت واحدة. فقد والده في السادسة من عمره، قضى طفولته في شارع عباسي في طهران، وعمل في مهن كالميكانيكا وصناعة النوابض. بدأ بارزغار تدريبه في سن السابعة عشرة (1964) تحت إشراف منصور إنانلو من نادي البرز بشارع سلسبيل، ثم انتقل إلى نادي إيزاد فردوسي، حيث ساعده مدربه الرئيسي منصور التبريزي على تنمية موهبته. وانضم إلى المنتخب الوطني للمصارعة في الرابعة والعشرين من عمره، شارك منصور في فئة 68 كجم في بطولة اختيار المنتخب الوطني لدورة الألعاب الأولمبية في مكسيكو سيتي عام 1968 وخسر أمام عبد الله موحد.

## مسيرته الرياضية
كان يعمل في مؤسسة المياه، وواصل تدريبه تحت إشراف عبد الحسين الحالي . في بطولة مشهد الوطنية عام 1969، التي أقيمت لأول مرة في 10 أوزان جديدة ، وقف بارزغار على منصة التتويج الأولى في فئة 68 كجم، متقدمًا على سبحة الله جعفري من كرمانشاه ومحمد خادم (والد أمير ورسول) من الفريق المضيف.
في بطولة طهران عام 1977، أصبح بطلاً وطنياً مجدداً في فئة وزن جديدة. في هذه البطولة هزم محمد رضا طاهري (الذي أصبح لاحقاً خصمه الدائم في التصفيات والمسابقات المحلية). في العام نفسه خسر أمام محمد فرهنك دوست في تصفيات المنتخب الوطني لبطولة العالم عام 1971 في صوفيا، لكنه أُدرج في قائمة المسافرين إلى صوفيا كلاعب احتياطي. في العام التالي، لم يكن له منافس في إيران وكان عضوًا في المنتخب الوطني لدورة الألعاب الأولمبية في ميونيخ عام 1972. في هذه المسابقة، التي كانت أول تجربة دولية له، هزم يوري جوسيف من الاتحاد السوفيتي بالضربة القاضية الفنية لكنه خسر بعد ذلك أمام أدولف سيجري من ألمانيا، وفاز باللقب الخامس.
في عام 1973، عندما كان من المقرر أن تقام بطولة العالم في طهران، لم يشارك معظم اللاعبين الوطنيين الرئيسيين في البطولة الوطنية (مايو 1973)، لكن منصور بارزغار صعد إلى الحلبة في بابل وأصبح بطل إيران مرة أخرى. في بطولة العالم للمصارعة 1973 في طهران، واجه الألماني أدولف ريجر في قرعة صعبة بالدور الأول، وهي واحدة من أجمل المباريات التي أقيمت على الإطلاق في ملعب ناصري المفتوح. تعادلا 5-5 في مباراة متقاربة، ولم يتمكن بارزيجار من الثأر لهزيمة ميونيخ، لكن تفوق بارزيجار المذهل على خصومه، وخاصة فوزه 6-4 في مباراة حاسمة ضد رسلان آشورالييف من الاتحاد السوفيتي، أكسب اللاعب البالغ من العمر 26 عامًا الميدالية الذهبية في بطولة العالم، وبعد عام بينما كان بارزغار المنافس الرئيسي في بطولة العالم للمصارعة 1974، طلب مسؤولو المنظمة الرياضية من الفريق الإيراني الرئيسي حضور دورة الألعاب الآسيوية في طهران، ونتيجة لذلك غاب بارزغار عن بطولة العالم، لكنه تمكن من الفوز بالميدالية الذهبية في دورة الألعاب الآسيوية 1974. وفي ظل غياب بارزيجار عن البطولة أصبح رسلان عاشور علييف البطل، في بطولة العالم عام 1975 في مينسك ، كان بارزغار هو الحائز على الميدالية الوحيدة لفريق المصارعة الحرة الوطني الإيراني، حيث فاز بالميدالية الفضية وخسر أمام آشوراليف في النهائيات بتقنية الخطاف.